# Château Poséidon
Le Château Poseidon, également connu sous le nom de Château de la Borde ou Château Laborde, est un château de style neo-renaissance, situé au hameau de la Borde, dans la commune rurale de Varennes-sur-Fouzon, commune déléguée au sein de la commune nouvelle de Val-Fouzon dans le département de l'Indre. L'indre est un département qui a Châteauroux comme chef-lieu et est voué principalement aux activités agricoles et viticoles. La commune de Val-Fouzon fait partie de la région naturelle Boischaut Nord ou Gâtines de l'Indre.

## Historique
Le château fut construit en 1860-1865 d'après les plans établis par Alfred Dauvergne (1824-1885). Cet architecte fut particulièrement actif dans la région de la Loire, en premier lieu à Châteauroux et ses environs, avec à son actif de nombreuses églises, presbytères, mairies, écoles et châteaux. Pour le château Poséidon, Dauvergne s'inspira sur le château d'Azay-le-Rideau.
La construction suivit la démolition d'un château plus ancien, dont subsiste un des donjons. Les matériaux de démolition de ce château furent utilisés pour les fondations et la base du nouveau château.
Sur un des murs du hall d'entrée est apposé un écusson avec la devise Qui veult, peut, variante du dicton latin Nihil difficile volenti ou: Rien n'est difficile pour qui veut. Elle aurait déjà été la devise du roi Arthur et des chevaliers de la Table Ronde, de qui la devise principale était Dieu le veult. Elle est classée parmi les proverbes bretons et est la devise de la ville de Pierrefonds (Oise).

### La Famille Boullet
Louis Gustave Boullet (1814-1867) et son épouse Gabrielle Picot d'Agard (1826-1905) qui firent construire le château Poséidon, en furent les premiers châtelains. Il était membre d'une famille de propriétaires fonciers et de négociants. Il ne profita guère de son château, puisqu'il mourut à peine les travaux achevés. Sa veuve lui survécut pendant près de 40 ans. Le couple eut trois enfants : Louis Boullet (1847-1907), Gabrielle Boullet (1851-1923) et Gustave Boullet (1863-1884).
Louis Boullet épousa Marie Louise Conilh de Beyssac (1858-1934), qui lui survécut près de trente ans et ils eurent à leur tour trois enfants : Marthe Boullet (1886-1963), Pierre Boullet (1889-1956) et Eugène Boullet (1890-1940). Louis reprit le domaine du Poséidon après le décès de sa mère, mais mourut lui-même prématurément.
Le château fut repris par Pierre Boullet et par son épouse et cousine germaine Marie Emilienne Marguerite Conilh de Beyssac (1885-1973). Elle était la nièce de Marie Louise Conilh et la soeur de Jean-Jacques Conilh de Beyssac (1890-1918), qui fut rugbyman international et mourut pour la France. Les Conilh avaient le général Jean Romain Conilh de Beyssac (1749-1820) comme ancêtre. Pierre et Marguerite vinrent habiter le château en 1915 mais durent le quitter à l'occasion d'une sortie d'indivision qui occasionna la vente du domaine en 1925. 
En 1916 naquit au château leur fils aîné, Louis Boullet (1916-1997), qui devint prêtre catholique. Il gagna l'estime des habitants de la commune girondine de Belin-Beliet, qui l'honnorèrent en donnant son nom à une de leurs rues. Ils eurent trois filles, dont les deux aînées, les jumelles Solange (1918-2010) et Geneviève (1918-2018) naquirent à Cauderan. La cadette des filles, Jacqueline (1919-1976) naquit au château. Elle fut aide-soignante et demeura célibataire. Il y eut ensuite le benjamin, Francis Boullet (1925-1981), né à Issac qui  épousa Marie-France Le Goüais (1934-2022), fille de Yves Le Goüais (1902-1962) et de Marie de Dieuleveult (1911-1997). Ils eurent 4 fils (Pierre, Yves, Jean-Marc et Philippe) et 2 filles (Christine et Chantal) et 20 petits-enfants.

### Une succession de propriétaires
Entre les deux guerres, à partir de 1925 et jusqu'en 1949, le château fut la propriété d'Élie Granat (Kiev, 1889 - Paris, 1969). Diplômé de l'École supérieure d’électricité (promotion 1911-12), il devint ingénieur en chef des Établissements Barbier, Bénard et Turenne. Il fut l'inventeur d'équipements de défense anti-aérienne, d'équipements de navigation et de conduite de tir, qu'il fit confirmer par plusieurs octrois. Il s'occupa de livraisons d'armes aux alliés au cours de la Seconde guerre mondiale. Promu commandeur de la Légion d'Honneur, il est enterré avec son épouse au cimetière du Père-Lachaise à Paris. Pour l'honorer, la commune de Varennes-sur-Fouzon a donné son nom à une de ses rues principales.
Le château fut ensuite la propriété de la Coopérative agricole d'élevage du Berry, spécialisée dans l'insémination artificielle de bovins. L'administration s'installa dans le château, une dépendance accueillit le laboratoire qui récoltait les semences des taureaux, hébergés dans des écuries. Après quelques années, les activités se ralentirent, puis disparurent.
En 1980, la propriété fut vendue à Josef-Albert Weber, un Allemand quadragénaire qui s'annonçait comme médium, guérisseur et magnétiseur. Il mena grand train, ce qu'il finança en extorquant des sommes considérables de certains de ses clients. Il mena la vie de château, s'entourant de quatre femmes, chacune d'elles occupant à l'étage une chambre et une salle de bain, peinte en une couleur différente. Il ne put maintenir longtemps une façade de solvabilité, et disparut en 1983, laissant entre autre dix millions de francs de dettes fiscales. Il fut déclaré en faillite et le tribunal de grande instance de Châteauroux procéda en 1985 à la vente publique de la propriété.

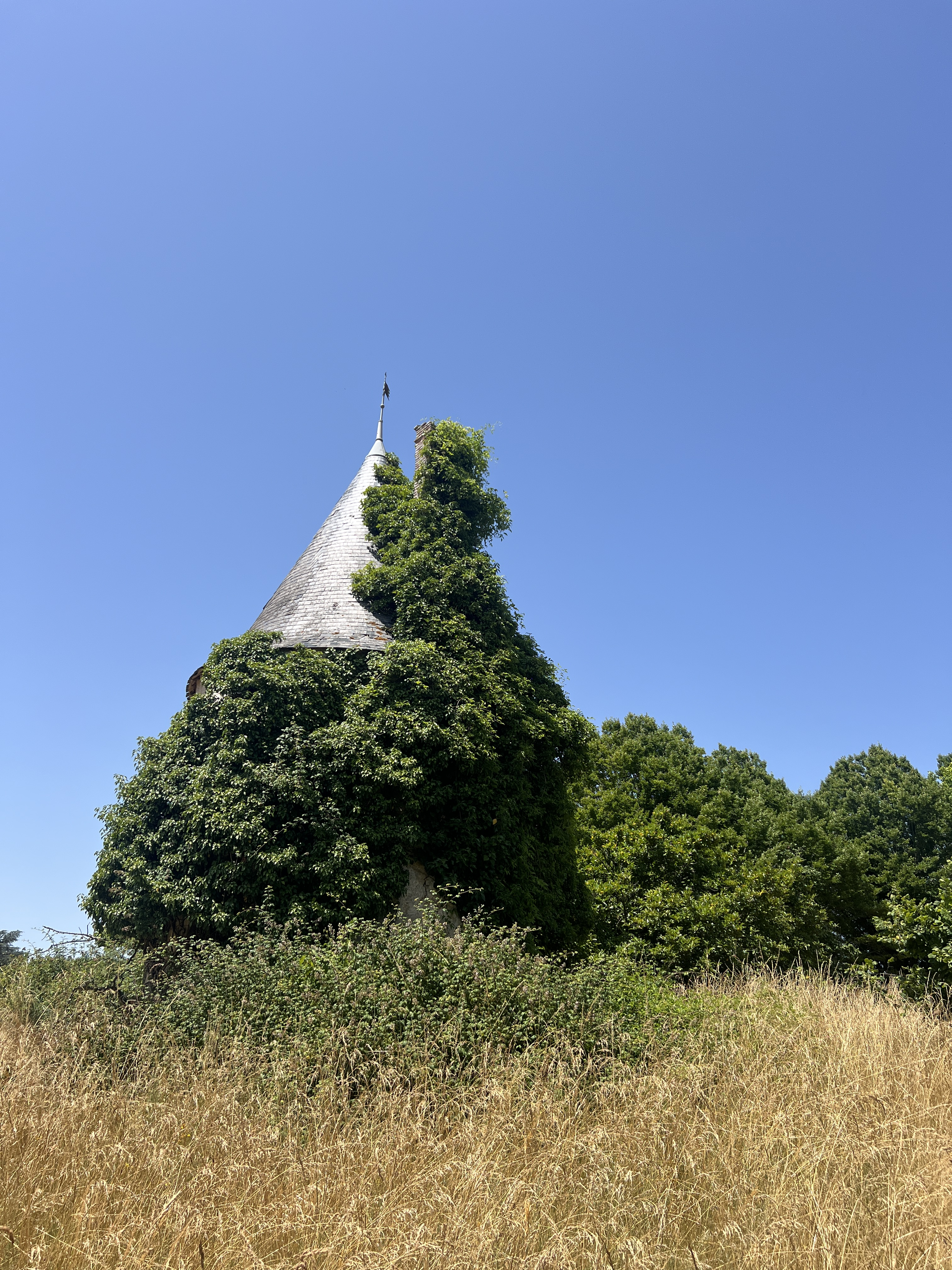
Le donjon, dernier vestige du précédent château, datant du XVIIe siècle.

Le château Poséidon fut acquis par l'Allemande septuagénaire Erika Steinmuller. Elle s'était fait escroquer par le magnétiseur pour un montant de huit millions de francs. Elle n'avait nullement l'intention de s'installer au château mais imagina vaguement un projet de complexe hôtelier, qui lui aurait peut-être permis de récupérer l'argent perdu, mais qui ne fut pas réalisé.

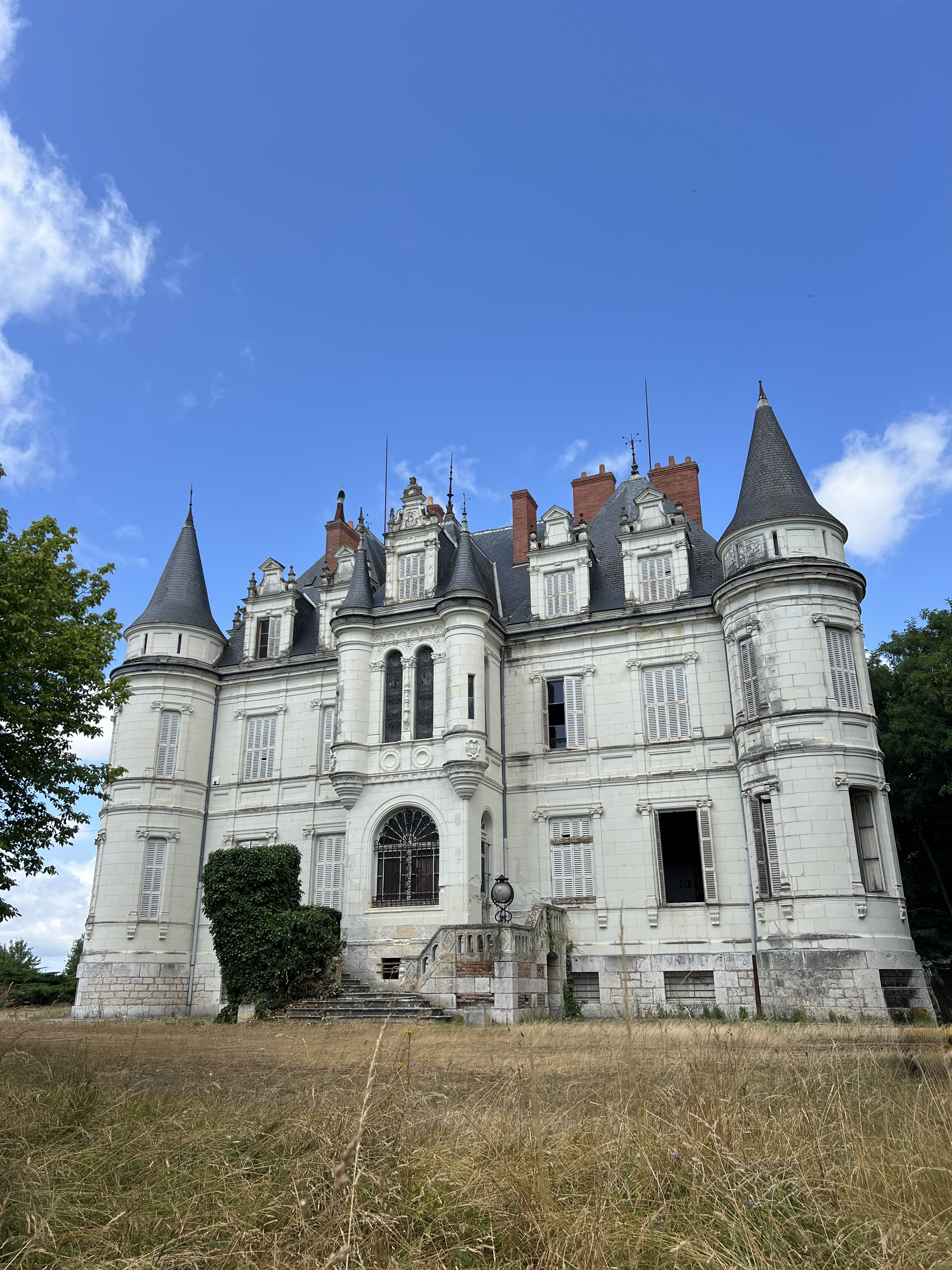
La façade sud du château dans son état de 2025

En 1989-90 les investisseurs Allemands Herbert Warth et Heinz Windhauser rachetèrent le site. Ils se mirent à acquérir également des terres agricoles adjacentes, qui leur permirent de réunir une propriété de 200 ha. Ils étudièrent des projets de centre de vacances de luxe, offrant une capacité de plus de 500 lits et accompagné d'un golf de dix-huit trous. Ces projets avortèrent, faute d'avoir trouvé les financements nécessaires. Découragés, les propriétaires abandonnèrent les projets et cherchèrent à se défaire de la propriété.

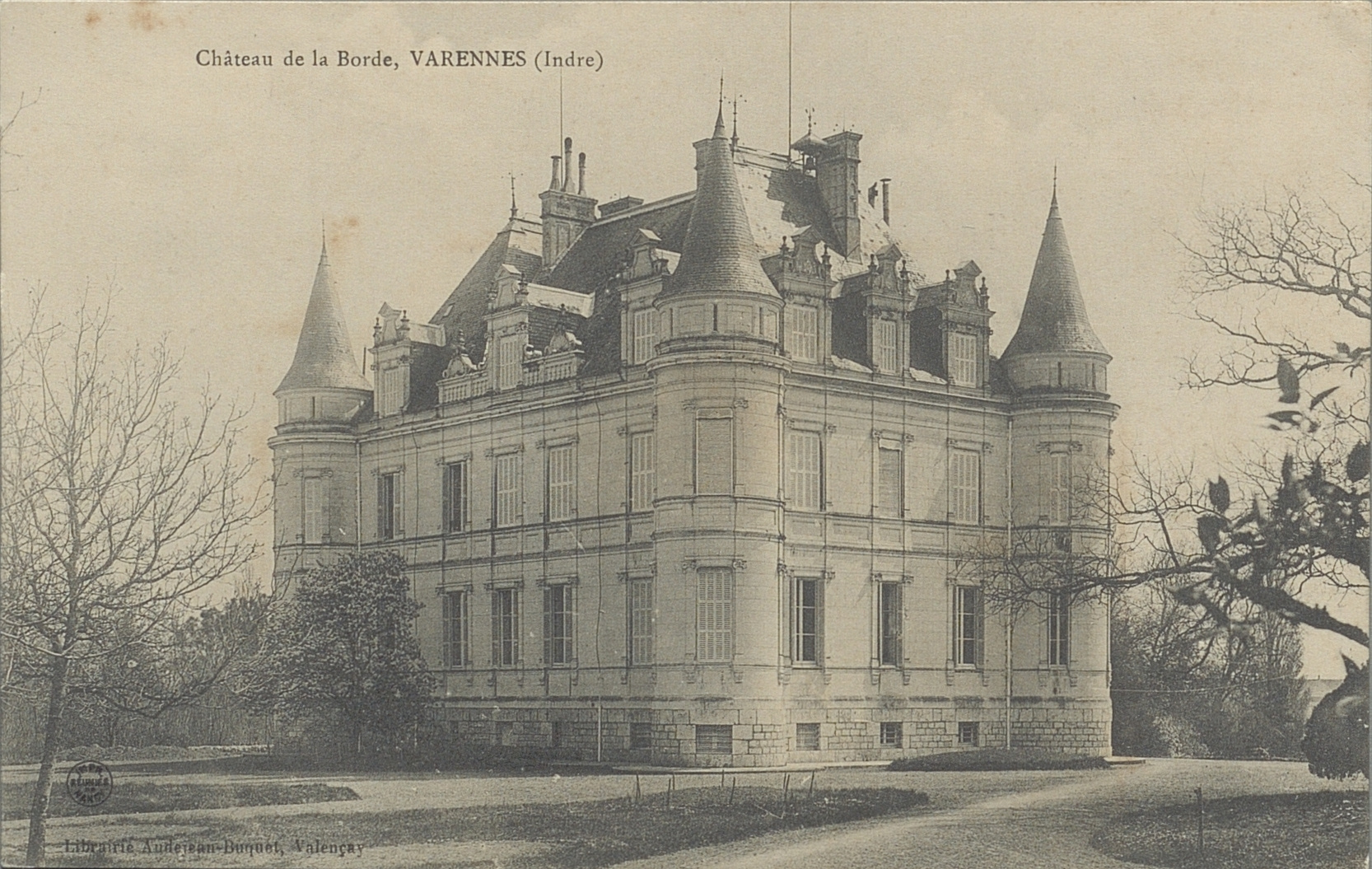
Le château sur une ancienne carte postale.

En conséquence, le château demeura inoccupé pendant une quarantaine d'années. Pendant ce laps de temps le bâtiment se détériora et des vols de mobilier (manteaux de cheminée, ferronnerie, chandeliers) furent commis. Malgré ces actes déplorables, le château demeura dans un état relativement protégé, grâce à un système d'alarme, sous la surveillance d'un voisin attentif.

## Description

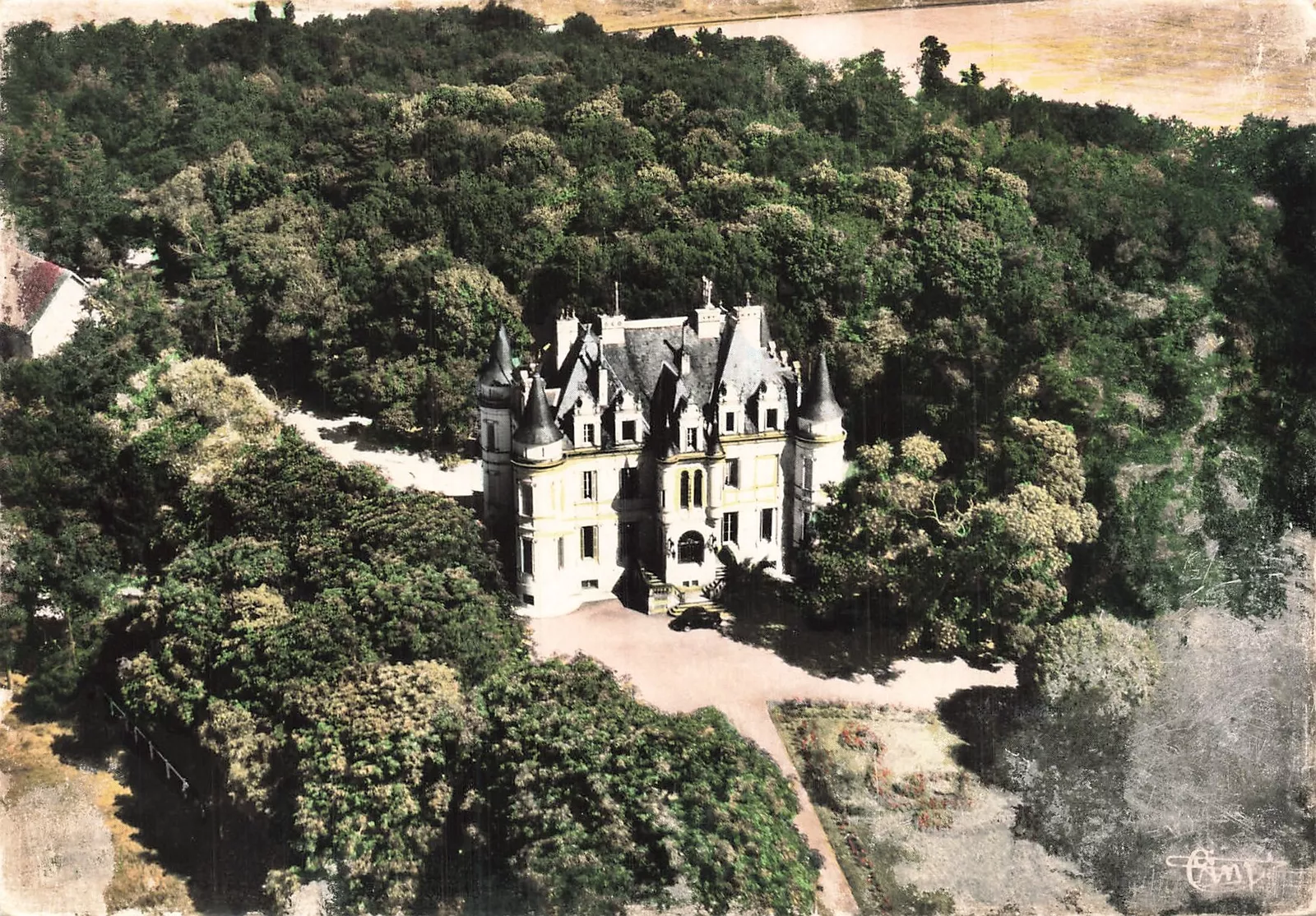
Vue aérienne du château, début XXe siècle.

Le château tient son nom de la sculpture représentant le dieu des océans Poséidon qui se trouve au pied de l'escalier monumental, dans le hall d'entrée. Le premier propriétaire était sans doute professionnellement lié à la mer.
L'imposant corps central, flanqué de quatre tours symmétriques, s'étend sur cinq niveaux :
- les caves, y compris les anciennes cuisines et le système de chauffage ;
- le bel-étage avec les salons d'apparat et les pièces de séjour ;
- le premier étage, avec une petite chapelle, ainsi que plusieurs chambres avec leur salle de bain ;
- le deuxième étage avec les chambres mansardées, destinées au personnel ;
- les greniers avec les charpentes en bois.

Plusieurs pièces sont agrémentées par des vitraux exécutés par le maître-verrier Julien-Léopold Lobin (1814-1864) ou par son fils Lucien-Léopold Lobin (1837-1892).

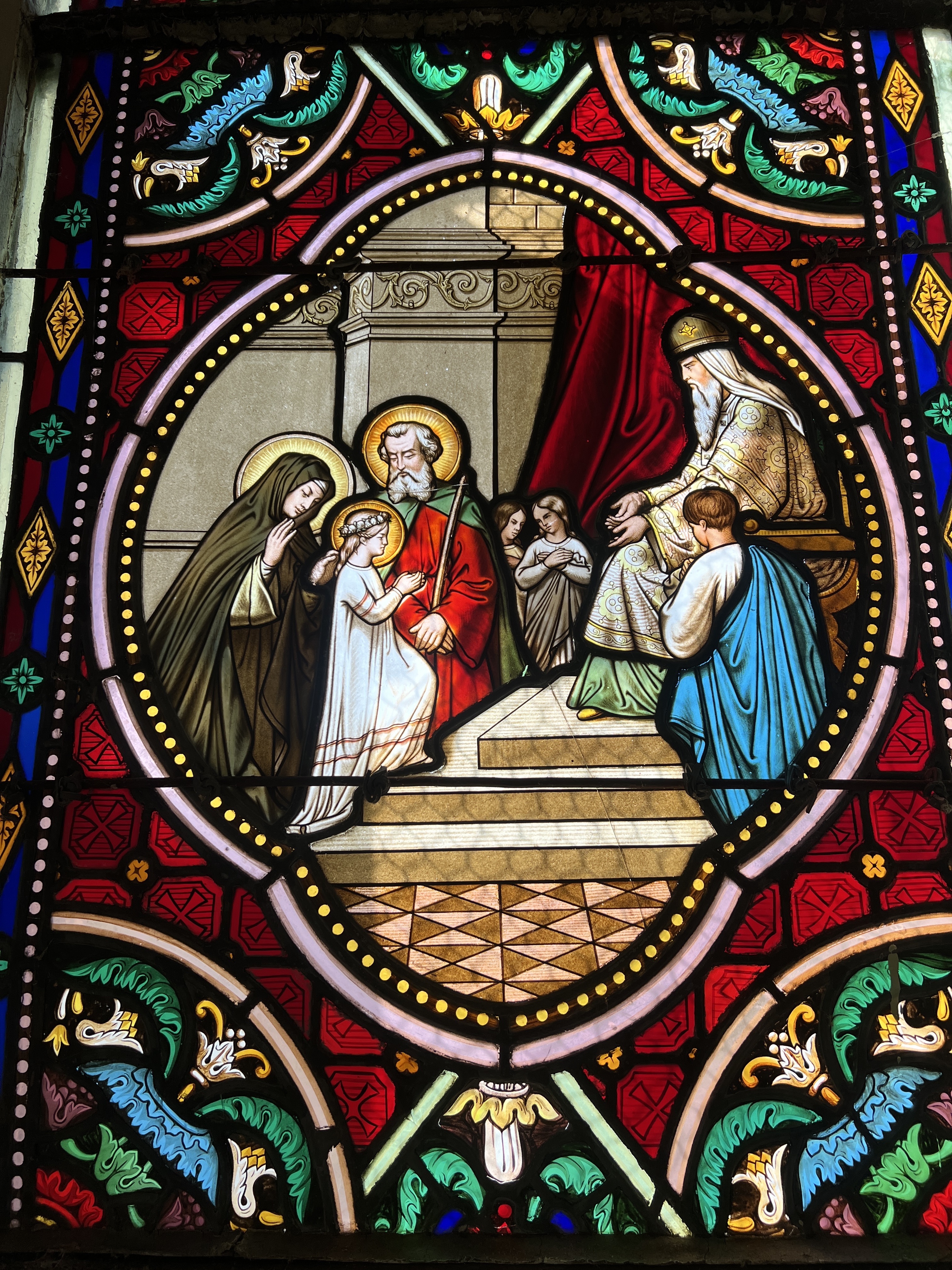
Détail d'un vitrail.

Ont en outre été préservés : la porte d'entrée, l'escalier monumental, les boiseries et portes, les plafonds sculptés et  les parquets dans de nombreuses pièces, les fresques sur les murs du salon dédié à la chasse, les manteaux de cheminée à l'étage, des parquets et des carrelages, l'escalier de service, les charpentes. Les façades et les toitures sont généralement demeurées en bon état.
Le projet de restauration comprend, outre le château, la tour-donjon de l'ancien château, la maison du concierge (datant de 1960), la grille d'entrée du domaine, le parc et le bois s'étendant sur 15 hectares, une maison en ruïne à l'intérieur du bois.

## Restauration
Le château a été acquis en juillet 2025 par deux franco-canadiens, l'assureur Thomas Garneau-Bertrand (°1990) et le spécialiste en vêtements et accessoires de luxe 'vintage' Damien Verhaegen (°1990) qui ont l'ambition de rendre au château sa splendeur ancienne.
Ils ont l'intention d'en faire leur demeure et d'offrir le bel-étage à des activités évènementielles et les chambres aux étages au logement touristique. Ils se sont fixés une période de cinq à dix ans afin de réaliser leur rêve sous tous ses aspects.
En juillet - août 2025 ils réalisèrent la rénovation de la maison du concierge, afin d'en faire leur résidence provisoire, à côté du château en restauration.